# Rondomedia
Die rondomedia Marketing & Vertriebs GmbH ist ein deutscher Publisher von Computerspielen. Aktiv ist die Firma vor allem im unteren oder mittleren Preissegment. Im Juli 2015 änderte Rondomedia zur Angleichung an die Tochterfirma astragon Software den Namen zu astragon Sales & Services und fusionierte im Juli 2021 schließlich zu astragon Entertainment. Im Januar 2022 wurde die Firma von Team17 gekauft.

## Geschichte
Rondomedia wurde im April 1998 von André Franzmann gegründet und bis Ende 2013 als Geschäftsführer geleitet. Im Januar 2014 übernahm die vorherige Co-Geschäftsführerin Kristina Klooss die alleinige Verantwortung, André Franzmann übernahm eine beratende Funktion und blieb Gesellschafter der Firma. Zur rondomedia-Gruppe gehörten mehrheitlich auch der Publisher astragon Software GmbH, die New Planet Distributions GmbH, die cerasus.media GmbH, Die Play & Smile GmbH und weitere Beteiligungen. Ende Juli 2015 wurde die rondomedia-Gruppe umstrukturiert, wobei der Name der Tochterfirma astragon zum künftigen Namen der Unternehmensgruppe gewählt wurde. Rondomedia wurde dabei zur astragon Sales & Services GmbH. Diese Firma koordinierte in der Hauptsache die Retailaktivitäten der Firmengruppe. Die astragon Software GmbH wurde im Rahmen der Umstrukturierung zur astragon Entertainment GmbH. Hier wurden die Entwicklungs- und Publishingaktivitäten der astragon-Gruppe gebündelt. Ein neues Firmenlogo und eine neue CI, die zur Gamescom 2015 erstmals einem breiten Publikum vorgestellt werden, runden die Umstrukturierung ab.
Ursprünglicher Unternehmensgegenstand war der Vertrieb von Casual Games und Zweitvermarktungen im Midprice-Segment. 1998 schloss das Unternehmen eine Partnerschaft mit dem US-amerikanischen Publisher eGames (u. a. eGames Mahjongg Master), für den rondomedia die Veröffentlichung auf dem deutschen Markt übernahm. Die Kooperation wurde 2003 verlängert, bis dahin hatte rondomedia rund eine Million Titel von eGames vertrieben, etwa ein Drittel davon fielen auf die verschiedenen Versionen von Mahjongg Master. Weitere Kooperationen wurden unter anderem mit Atari, Ubisoft, THQ, Square Enix, Daedalic und weiteren Publishing-Partnern geschlossen, für deren Spiele rondomedia in Deutschland meist die Vermarktung im Budgetbereich übernahm (Best-of-Reihe).
Ab 2008 widmete sich das Unternehmen zunehmend dem Sektor der Simulationsspiele, der Bausimulator und der von Astragon vertriebene und von Giants Software entwickelteLandwirtschaftssimulator waren die ersten Titel, später kamen der Firefighting Simulator, der Bus Simulator und der Police Simulator als wichtigste Entwicklungen hinzu.
In der Fachpresse fanden die Spiele zunächst wenig Anklang, da sie weder vom Produktionswert noch von der Gestaltung des Spielprinzips mit Großproduktionen konkurrieren konnten. Stand 2010 handelte es sich um vergleichsweise günstige Produktionen mit Absatzzahlen von üblicherweise 50.000 bis in der Spitze von rund 250.000 Kopien vor Beginn der Zweitvermarktung. Inzwischen gehören die Produkte jedoch zu den Bestsellern des Games-Marktes und werden millionenfach verkauft. Ab 2012 begann das Unternehmen das Geschäft mit Zweitvermarktungen und der Distribution von Lizenztiteln zurückzufahren, um sich verstärkt auf die internationale Vermarktung eigener Titel, insbesondere im Simulationsbereich, zu konzentrieren. Heute ist das Unternehmen vorwiegend als Publisher in den Bereichen Simulationsspiele und Casual Games für die Plattformen Windows, Mac, iOS und Android tätig. rondomedia vermarktet die Produkte über den klassischen Handel, aber auch weltweit per Online-Distribution.

## Umfirmierung
Zum 23. Juli 2015 wurde die ehemalige rondomedia Marketing & Vertriebs GmbH in astragon Sales & Services GmbH umbenannt. Die ehemalige astragon Software GmbH heißt seitdem astragon Entertainment GmbH. Hintergrund war der Entschluss der beiden ehemaligen Publisher rondomedia und astragon fortan als astragon-Gruppe aufzutreten und so einen einheitlichen Marktauftritt zu erreichen. Mit einem gemeinsamen Logo und dem gemeinsamen Namen astragon konzentriert man sich auf die Marktstärke im Bereich der technischen und Alltags-Simulationen, für die schon die ehemalige astragon Software GmbH bekannt war.
Im Januar 2022 wurde astragon vollständig an die britische Team 17 plc. veräußert. mit einem Transaktionsvolumen von 100 Mio. Euro der seit Jahren größte Exit in der deutschen Games-Branche. Seitdem besteht das Unternehmen als 100%ige Tochterfirma mit Sitz in Düsseldorf fort.

## Spiele (Auszug)
- 18 Wheels of Steel (Windows)
- ABC-Schutz-Simulator (Windows)
- ADAC: Die Simulation (Windows)
- Airport-Simulator 2013 (Windows)
- Baumaschinen-Simulator 2012 (Windows, Mac)
- Der Planer 4 (Windows)
- Der Planer 5 – Der Logistik-Manager (Windows)
- Der Planer Städtebau (Windows, Mac)
- Der Planer Landwirtschaft (Windows, Mac)
- Der Planer Industrie-Imperium (Windows)
- Dig It! Der Bagger-Simulator (Windows)
- Dönermafia (Windows)
- Euro Truck Simulator (Windows)
- Euro Truck Simulator 2 (Windows)
- Euro Truck Spezial: Lkw-Rangier-Simulator (Windows)
- Fairground 2: Der Fahrgeschäfts-Simulator (Windows)
- Feuerwehr 2014: Die Simulation (Windows, Mac)
- Flughafen-Feuerwehr-Simulator (Windows)
- Flughafen-Feuerwehr-Simulator 2013 (Windows, Mac)
- German Truck Simulator (Windows)
- Gleisbau-Simulator 2014 (Windows)
- Großfeuerwerk-Simulator (Windows)
- Harveys neue Augen (Windows)
- Logistics Company (Windows)
- Police 2 – Recht und Ordnung (Windows)
- Polizei – Die realistische Simulation des Deutschen Polizeialltags (Windows)
- Polizei 2013 (Windows)
- Recycle: Müllabfuhr-Simulator (Windows)
- Rescue 2013: Helden des Alltags (Windows)
- Rescue: Everyday Heroes US Edition (Windows)
- Scania Truck Driving Simulator – The Game (Windows)
- THW-Simulator 2012 (Windows)
- Train-Control (iOS und Android)
- Truck Racing Simulator (Windows)
- Truck-Simulator World-Edition (Windows)
- Werk-Feuerwehr-Simulator 2014 (Windows)
- Rettungsdienst-Simulator 2014 (Windows, Mac)
- Schiff-Simulator: Die Seenotretter (Windows)
- Schwebebahn-Simulator 2013 (Windows, Mac, Wii U)
- Strategic War Command (Windows)
- The Hunter (Windows – Onlinespiel)
- Virtual Rides 2 (Windows)